# Bosham Hoe
Bosham Hoe – osada w Anglii, w hrabstwie West Sussex, w dystrykcie Chichester. Leży 6 km na południowy zachód od miasta Chichester i 93 km na południowy zachód od Londynu.